# Alessandro Mancini

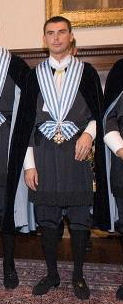
Alessandro Mancini

Alessandro Mancini (* 4. Oktober 1975 in Stadt San Marino) ist ein san-marinesischer Politiker. Er war von April bis Oktober 2007 und 2020 Staatsoberhaupt (Capitano Reggente) von San Marino.

## Leben
Mancini trat 1991 in den Partito Socialista Sammarinese ein, er gehörte ab 1997 dem Vorstand und ab 2003 dem Sekretariat  (ufficio di segretaria) der Partei an. 2005 vereinigte sich der PSS mit der Partito dei Democratici zum Partito dei Socialisti e dei Democratici. 1998 und 2001 kandidierte Mancini bei den Parlamentswahlen auf der Liste der PSS, verfehlte jedoch den Einzug ins Parlament. 2006 wurde er für den PSD in den Consiglio Grande e Generale, das san-marinesische Parlament gewählt. Er gehörte dem Außen- und Finanzausschuss an. 2008 zog er erneut für die PSD ins Parlament ein. Er wurde Mitglied im Consiglio dei XII und im Außenausschuss. Mancini trat 2009 aus dem PSD aus und gehörte mit sieben weiteren Mitgliedern des Consiglio Grande e Generale zu den Gründern des Partito Socialista Riformista Sammarinese. Er wurde Mitglied des Parteisekretariats. Im Mai 2012 vereinigte sich der PSRS mit dem Nuovo Partito Socialista zur Partito Socialista (PS), Mancini gehörte dem Parteivorstand an. Bei den Parlamentswahl 2012 wurde Mancini auf der Liste der PS gewählt. Er gehörte erneut dem Consiglio dei XII und dem Außenausschuss an. Bei der Parlamentswahl 2016 zog er erneut auf der Liste des Paritio Socialista ins Parlament ein. Er gehört erneut dem Consiglio dei XII an und wurde Fraktionsvorsitzender des PS.
Mancini war von April bis Oktober 2007 gemeinsam mit Alessandro Rossi Staatsoberhaupt (Capitano Reggente) von San Marino. Seit April 2020 führt er das Amt zusammen mit Grazia Zafferani aus. Die Amtszeit endete im Oktober.
Mancini ist freiberuflich tätig, lebt in Falciano ist verheiratet und Vater einer Tochter.